# Mario Giglio
Gennaro Ottico, noto anche con lo pseudonimo di Mario Gennaro Giglio (Napoli, 14 agosto 1904 – ...), è stato un cantante italiano.
Cantante napoletano a carattere popolare aveva in repertorio canzoni classiche da Tu ca nun chiagne a O paese d' 'o sole. Nel 1930 si esibì prevalentemente al Cinemateatro Santa Lucia e spesso fu al Trianon. Incise dischi per la Edison Bell di Milano. Svolse la sua attività tra il 1926 e il 1956. Ritiratosi dalle scene prese a commerciare sedie nella strada della Duchessa.